# Kurt Scharf
Kurt Scharf (ur. 21 października 1902 w Landsbergu (obecnie Gorzów Wielkopolski), zm. 28 marca 1990 w Berlinie) – niemiecki duchowny ewangelicki, jeden z głównych przywódców antynazistowskiego Kościoła Wyznającego, po II wojnie światowej prezes Kościoła Ewangelickiego w Niemczech, rzecznik pojednania niemiecko-polskiego, doktor honoris causa Chrześcijańskiej Akademii Teologicznej w Warszawie.

## Życiorys
Był synem księgarza i wydawcy Hansa (Johannesa) Scharfa w Landsbergu. Tam w 1921 uzyskał maturę w Gimnazjum Królewskim. W latach 1921–1928 odbył studia w Halle, Jenie i Tybindze. W 1928 został ordynowany na pastora. Był proboszczem we Friesack/Mark (1928-1933), od 1933 do 1946 w Oranienburgu (w międzyczasie służył w Wehrmachcie). Był uczestnikiem ruchu sprzeciwu wobec reżimu hitlerowskiego skupionym w związku duchownych ewangelickich Pfarrernotbund, który współzakładał i którego był wiceprezesem. Angażował się także w sprzeciwiające się hitleryzmowi środowisko w Kościele ewangelickim w Niemczech, zwane Kościołem Wyznającym (Bekennende Kirche) – m.in. stał na czele jego Rady Braterskiej w Berlinie i Brandenburgii. Za działalność opozycyjną aresztowano go siedmiokrotnie. W 1941 wcielono go do Wehrmachtu. W 1945 znalazł się w niewoli alianckiej. Po uwolnieniu powrócił do służby kościelnej. Został zwierzchnikiem Kościoła w Brandenburgii. W latach 1951–1961 działał na terenie Berlina Wschodniego, w latach 1957–1961 był przewodniczącym Rady Ewangelickiego Kościoła Unii. Po wzniesieniu muru berlińskiego został usunięty z Berlina Wschodniego. Następnie stanął na czele Kościoła Ewangelickiego w Niemczech jako jego prezes (1961–1967).
Wiele wysiłku poświęcił sprawie odpowiedzialności Niemców za wydarzenia II wojny światowej i pojednaniu niemiecko-polskiemu. Był głównym redaktorem głośnego dokumentu rozliczeniowego zwanego „Memorandum wschodnim” (Ostdenkschrift) z 1965 dotyczącego wypędzeń ludności niemieckiej z dawnych wschodnich terenów Rzeszy i wschodniej granicy wytyczonej w 1945.
W uznaniu jego dokonań dla pojednania polsko-niemieckiego w 1985 Senat Chrześcijańskiej Akademii Teologicznej w Warszawie nadał mu tytuł doktora honoris causa.

## Wybrane publikacje
- Für ein politisches Gewissen der Kirche (1972)
- Brücken und Breschen (1977)[1]